# Résolution 254 du Conseil de sécurité des Nations unies
Membres permanents
- Chine (Taïwan)
- États-Unis
- France
- Royaume-Uni
- URSS

Membres non permanents
- Algérie
- Brésil
- Canada
- Danemark
- Éthiopie
- Hongrie
- Inde
- Pakistan
- Paraguay
- Sénégal

Résolution no 253 Résolution no 255
La résolution 254 du Conseil de sécurité des Nations unies fut adoptée à l'unanimité le 11 juin 1968. Après avoir réaffirmé les résolutions antérieures sur le sujet, le Conseil a prolongé le stationnement à Chypre de la Force des Nations Unies chargée du maintien de la paix à Chypre pour une nouvelle période, qui prend fin le 15 décembre 1968. Le Conseil a également appelé les parties directement concernées à continuer d'agir avec la plus grande retenue et à coopérer pleinement avec la force de maintien de la paix.